# موش مسکیته
موش مسکیته (نام علمی: Peromyscus merriami) نام یک گونه از سرده موش‌های آهویی است.